# Laodicé fille de Priam
Pour les articles homonymes, voir Laodicé.
 (janvier 2012).
Dans la mythologie grecque, Laodicé est une princesse troyenne, épouse d'Hélicaon ou, plus rarement, de Télèphe. Elle passe pour être la plus belle des filles de Priam et d'Hécube. Elle fut séduite au début de la guerre de Troie par Acamas, venu en ambassade pour réclamer Hélène. De cette liaison elle conçoit un fils appelé Mounitos.
Elle disparaît engloutie dans un ravin après la chute de Troie.

## Sources
- Pseudo-Apollodore, Épitome [détail des éditions] [lire en ligne] (V, 25)
- Homère, Iliade [détail des éditions] [lire en ligne] (III, 122-124)